# سونیکاس
سونیکاس ( یونانی: Σουνίκας ) یک هون بود که در ارتش بیزانس در طول جنگ ایبری ، در اوایل سلطنت امپراتور ژوستینیانوس اول (ح. ۵۲۷-۵۶۵) خدمت کرد.

## زندگینامه
به گفته زکریا اهل میتیلن ، سونیکاس یک هون بود که به امپراتوری بیزانس گریخت و در آنجا غسل تعمید یافت . در سال ۵۲۷ او به همراه سیماس در دژ دارا در بین النهرین مستقر شد و از آن در برابر حملات ایرانیان ساسانی دفاع کرد.   در سال ۵۳۰ او به عنوان یک دوکس ظاهر می شود، اگرچه مشخص نیست که آیا او فرماندهی سرزمینی بین‌النهرین را بر عهده داشت یا اینکه به تازگی این عنوان را دریافت کرده است. در این مقام، او در پیروزی بزرگ بیزانس در نبرد دارا در ژوئن ۵۳۰ شرکت کرد، جایی که همراه با آیگان ، یک واحد ۶۰۰ نفری از سواره نظام هون مستقر در جناح چپ بیزانس را فرماندهی کرد. در طول نبرد، هون های سونیکاس حمله ایرانیان به سمت چپ بیزانس را دفع کردند و سپس توسط بلیزاریوس ، فرمانده بیزانس، برای تقویت جناح راست در معرض تهدید فرستاده شدند. در آنجا، سونیکاس فرمانده دوم ایرانی، بارسمانس ، و همچنین پرچمدار او را کشت و ایرانیان با وحشت شروع به عقب نشینی کردند و پیروزی بیزانس را تثبیت کردند.  
در سال بعد، در لشکرکشی جدید خود علیه ایران ساسانی، دوباره زیر نظر بلیزاریوس خدمت کرد. او به ابتکار خود، نیرویی را به سمت عقب ایرانیان هدایت کرد، جایی که بسیاری از ایرانیان و متحدان عرب آنها را برای جستجوی غذا دستگیر کرد. برخی از آنها را کشت و برخی دیگر را برای بازجویی اسیر کرد. با این حال، از آنجایی که او بدون دستور عمل کرده بود، بلیساریوس به شدت او را توبیخ کرد و تنها با وساطت فرمانده همکار بلیساریوس، هرموژنس ، این دو با هم آشتی کردند.  در نبرد کالینیکوم (۱۹ آوریل ۵۳۱)، سونیکاس و سیماس فرماندهی چپ بیزانسی را بر عهده گرفتند. اگرچه آنها حملات پی در پی ایرانیان را دفع کردند، اما بقیه ارتش شکست خوردند و مجبور به عقب نشینی شدند. سونیکاس و افرادش که عمدتاً پیاده نظام بودند، با این وجود به جنگ ادامه دادند و از تعقیب بیزانسیان شکست خورده توسط ایرانیان ساسانی جلوگیری کردند.   پس از آن چیزی از او معلوم نیست.